# Cyprinodon ceciliae
Cyprinodon ceciliae foi uma espécie de peixe da família Cyprinodontidae.
Foi endémica da México.